# Sasha Luss
Sasha Luss (Magadan, 6 de junho de 1992), née Aleksandra Alexeyevna Luss (em russo:  Александра Алексеевна Лусс), é uma modelo e atriz russo-americana mais conhecida por interpretar a personagem-título no filme de espionagem Anna de 2019.

## Vida pregressa
Luss nasceu em Magadan, no Oblast de Magadan, e se mudou para Moscou ainda jovem. Quando criança, ela não tinha interesse em seguir carreira de modelo, preferindo passar seu tempo escrevendo e dançando. Ela participava frequentemente de competições de balé antes de sofrer uma lesão no tornozelo que a impediu de continuar com seu hobby. Os amigos de sua mãe e até mesmo estranhos elogiavam o potencial de Sasha como modelo. Quando Sasha tinha 13 anos, sua mãe a levou para visitar uma agência de modelos, onde ela assinou contrato. Luss declarou que sua avó desaprovava essa mudança de carreira, alegando que a carreira de modelo é um negócio terrível e imoral.

## Carreira

### Modelo
Ela assinou com a DNA Model Management, que a levou para a Europa e Nova York, onde desfilou para designers como DKNY e Antonio Marras. Apesar dessas reservas bem-sucedidas, ela retornou à Rússia para completar seus estudos. Luss decidiu assinar com a Elite Model Management em Paris e a Women Management em Milão como modelo e, em 2011, deixou sua agência-mãe, a IQ Models, para ingressar na Avant Models.
Em 2011, Luss foi vista por Karl Lagerfeld em um anúncio da semi-costura russa Bohemique. Lagerfeld ficou tão impressionado com ela que decidiu escalá-la para seus desfiles pré-outono de 2012 e outono/inverno de 2012 da Chanel. Na temporada seguinte, ela foi contratada pela Dior para desfilar exclusivamente em seu desfile primavera/verão 2013. Ela desfilou em 58 desfiles durante a temporada outono/inverno 2013 para algumas das marcas mais prestigiadas do mundo, como Prada, Valentino, Calvin Klein, Louis Vuitton e Givenchy. Ela foi selecionada como uma das principais estreantes da temporada pelo site Models.com. Após sua impressionante presença nas passarelas, ela foi escolhida para estrelar campanhas publicitárias para Carolina Herrera, Max Mara, Valentino e Tommy Hilfiger. Luss decidiu descolorir o cabelo para loiro platinado, o que foi um momento significativo em sua carreira. Sua recém-descoberta beleza élfica foi adorada por designers e inspirou outras modelos a imitarem seu visual. Luss participou de outros 53 desfiles de moda durante a primavera/verão de 2014, consolidando sua posição como uma das modelos mais requisitadas do momento. Ela foi premiada com o prêmio "Modelo do Ano" pela Glamour Rússia em 2013.
Ela foi fotografada para Lanvin e Chanel por seu apoiador de longa data Karl Lagerfeld para as campanhas publicitárias da grife Primavera/Verão 2014. Pouco depois disso, Luss conseguiu o maior emprego de sua carreira, como o novo rosto da Dior Beauty. Luss estrelou a campanha publicitária de outono de 2014 da Versace Jeans. Ela foi selecionada pela diretora de elenco Jennifer Starr para o Calendário Pirelli 2015 fotografado por Steven Meisel.

### Atriz
Em 2017, Luss interpretou a Princesa Lihö-Minaa no filme Valerian e a Cidade dos Mil Planetas. Em 2019, ela estrelou o papel-título do filme de espionagem Anna como uma agente russa que se disfarça de modelo. Em 2023, Luss coestrelou o filme de ação e aventura Sheroes. Em 2024, ela estrelou o filme de ação The Last Front e o filme de suspense de ficção científica Latency. Ela foi escolhida para aparecer no próximo filme Depravity.

## Filmografia

### Filmes
| Ano         | Título                               | Personagem          | Ref.   |
| ----------- | ------------------------------------ | ------------------- | ------ |
| 2017        | Valerian e a Cidade dos Mil Planetas | Princesa Lihö-Minaa | [ 15 ] |
| 2019        | Anna                                 | Ana Poliatova       | [ 16 ] |
| 2022        | Shattered                            | Jamie Decker        | [ 17 ] |
| 2023        | Sheroes                              | Diamante            | [ 18 ] |
| 2024        | The Last Front                       | Luísa               | [ 19 ] |
| 2024        | Latency                              | Hana                | [ 20 ] |
| A confirmar | Depravity                            | A confirmar         | [ 21 ] |